# Страсти вокруг Шекспира
Страсти вокруг Шекспира — это 95-й выпуск короткометражного комедийного проекта «Наша банда» известного в России, как «Пострелята», вышедший на экраны 25 января 1930 года.

## Сюжет
В этой серии Пострелята участвуют в постановке спектакля под названием Дилемма Гладиатора, срежиссированной женой полицейского Кеннеди. Сам же Кеннеди отвечает за спецэффекты и за таких персонажей, как великан Урсус и слон. Взволнованная постановкой госпожа Кеннеди делает вступительное слово пока дети готовятся к выступлению. Так как Пострелят принудили играть в скучном для них спектакле, они всячески показывают свое отвращение к данному мероприятию. Выйдя на сцену оказывается, что все дети не знают своих реплик и поэтому жена полицейского Кеннеди им постоянно подсказывает из-за кулис. Все это зрелище надоедает подросткам в зрительном зале и они начинают бросаться тортами и яйцами в актёров…

## Заметки
Страсти вокруг Шекспира стал последним эпизодом Роберта Энтони МакГоуэна, как режиссёра в комедийном сериале «Наша Банда». В титрах он указан под псевдонимом Энтони Мак , чтобы отличить себя от своего дяди Роберта Фрэнсиса МакГоуэна, который был продюсером и старшим директором сериала. Младший Макгоуэн оставался частью сериала «Наша Банда» в качестве писателя, даже когда проект был продан MGM в 1938 году.

## В ролях

### Пострелята
- Норман Чейни[англ.] — Чабби
- Джеки Купер — Джеки
- Аллен Хоскинс[англ.] — Фарина
- Бобби Хатчинс[англ.] — Уизер
- Мэри Энн Джексон — Мэри Энн
- Пит Дог[англ.] — в роли самого себя

### Прочие актёры
- Эдит Феллоуз[англ.] — кричащий ребёнок
- Дуглас Грир[англ.] — управляющий занавесом
- Дональд Хайнс[англ.] — хихикающий охранник и пастух
- Джек МакХью — лидер подростков в зале
- Гордон Торпе — эффектный мальчик
- Бобби Маллон — охранник и пастух
- Джерри Макгоун — танцующая девочка
- Малкольм Себастьян[англ.] — волшебник
- Джонни Эбер — подросток в зале
- Джорджи Биллингс — охранник и пастух
- Бастер Слейвен — охранник и пастух
- Аллан Каван[англ.] — мужчина который возмущается
- Дороти Коберн[англ.] — продавщица пирогов
- Карлтон Гриффин[англ.] — человек в костюме быка
- Гарри Китон[англ.] — человек бросающий пирог
- Эдгар Кеннеди — полицейский Кеннеди
- Хэм Кинси — первый человек в которого попали пирогом
- Чарльз МакЭвой — человек, сын которого испачкан пирогом
- Гертруда Саттон — миссис Фунстон Эвергрин Кеннеди
- Лайл Тайо[англ.] — мама Чабби
- Хелен Гилмор[англ.] — женщина в зале